# Geitoneura minyas
Espèce
Synonymes
- Xenica minyas Waterhouse & Lyell, 1914[1]
- Xenica mjobergi Aurivillius, 1920[1]

Geitoneura minyas est une espèce de papillons de la famille des Nymphalidae, de la sous-famille des Satyrinae et du genre Geitoneura, endémique de l'Australie.

## Systématique
L'espèce Geitoneura minyas a été initialement décrite en 1914 par les entomologistes australiens Gustavus Athol Waterhouse (d) (1877-1950) et George Lyell (d) (1866-1951) sous le protonyme de Xenica minyas.

## Nom vernaculaire
Geitoneura minyas se nomme Western Xenica en anglais.

## Liste des sous-espèces
Selon BioLib (7 août 2021) :
- sous-espèce Geitoneura minyas minyas (Waterhouse & Lyell, 1914)
- sous-espèce Geitoneura minyas mjobergi (Aurivillius, 1920)

## Description
C'est un papillon de taille moyenne, de couleur orange séparée en damiers par des veines et des lignes marron avec un ocelle noir à l'apex des antérieures et un aux postérieures.
Le revers des antérieures est semblable, les postérieures sont gris marbrées de marron.

### Chenille
La chenille est de couleur verte.

## Biologie

### Plantes hôtes
Les plantes hôtes de sa chenille sont diverses, des poacées, en particulier des Ehrharta dont Ehrharta calycina,.

## Écologie et distribution
Geitoneura mynias est présent uniquement dans l'Ouest de l'Australie.

### Période de vol et hivernation
Il vole en une génération de septembre à décembre.

### Biotope
Il réside en forêt.